# Mikuláš Athanasov
Mikuláš Athanasov (né le 28 novembre 1930 et mort le 26 décembre 2005) est un lutteur tchécoslovaque spécialiste de la lutte gréco-romaine. Il participe aux Jeux olympiques d'été de 1952 dans la catégorie des poids légers (62-67 kg). Il y remporte la médaille de bronze.

## Palmarès

### Jeux olympiques
- Jeux olympiques de 1952 à Helsinki,  Finlande
  -  Médaille de bronze.